# Сухострел
Сухострел (болг. Сухострел) — село в Благоевградской области Болгарии. Входит в состав общины Симитли. Находится примерно в 13 км к юго-западу от центра города Симитли и примерно в 23 км к юго-западу от центра города Благоевград. По данным переписи населения 2011 года, в селе  проживало 6 человек, преобладающая национальность — болгары.

## Население
| Год     | 1934 | 1946 | 1956 | 1965 | 1975 | 1985 | 1992 | 2001 | 2011 |
| ------- | ---- | ---- | ---- | ---- | ---- | ---- | ---- | ---- | ---- |
| Жителей | 335  | 397  | 363  | 251  | 125  | 64   | 47   | 30   | 6    |

|  |